# Pierre Cuzacq
Pour les articles homonymes, voir Cuzacq.
Pierre Cuzacq, né le 22 novembre 1830 à Rion-des-Landes et mort le 3 mai 1903 à Tarnos, est un géomètre et historien français.

## Biographie
Pierre Cuzacq naît le 22 novembre 1830 à Rion-des-Landes. Il étudie au collège de Mont-de-Marsan. Il rentre à Rion et devient géomètre, « à l'époque où de grands travaux de cadastrage sont en cours ». Il réalise de nombreux cadastres communaux, forme d’autres géomètres et est expert devant des tribunaux. Il « il lutte pour obtenir une réglementation de sa profession » et il est élu vice-président du Comité central des géomètres de France. Il s’installe en 1863 à Tarnos, au domaine de Baudonne, où il prend sa retraite.  
Il est l’auteur de plusieurs ouvrages et articles concernant le cadastre, l’histoire et les traditions des Landes. Des travaux réunis dans un recueil intitulé Les Landes de Gascogne lui valent d’être élu vice-président de la Société des Sciences, Lettres et Arts de Bayonne dont il est membre. Il meurt le 3 mai 1903 à Tarnos,. Il est le grand oncle de l’enseignant, historien et géographe René Cuzacq. 

## Publications
- Cadastre. Discours prononcé par M. Cuzacq à la réunion du Comité départemental des géomètres des Landes, Dax, Lasserre, 1869, 12 p. (BNF 30293448).
- L'impôt foncier dans les Landes, en 1758. Assiette de la taille. Agriculture et cadastre, Lasserre, août 1870, 55 p. (BNF 36481002).
- De l'usufruit des pins maritimes, Cazals, 1875, 46 p. (BNF 30293459).
- Des concessions de terrains communaux dans le département des Landes, loi du 19 juin 1857, relative à l'assainissement et à la mise en culture des landes de Gascogne, jurisprudence, Bayonne, Lasserre, 1877, 67 p. (BNF 30293450, lire en ligne).
- Extrait du compte rendu sténographique du Congrès international des géomètres-experts, Imprimerie nationale, 1879, 11 p. (BNF 30293451).
- Notice nécrologique sur M. Roger-Gaillart, Forsans, juin 1888, 8 p. (BNF 30293456).
- Le pin maritime des landes de Gascogne, Bayonne, Lasserre, 1889, 72 p. (BNF 30293457, lire en ligne).
- Discours par M. Cuzacq à l'inauguration de la statue de Borda, Dax, Journal des géomètres, 1891 (BNF 30293458).
- La Grande Lande : études historiques et géographiques, Bayonne, Lamaignère, 1893, 355 p. (ISBN 9782877609128, BNF 30293452, lire en ligne).
- Le Canal des deux mers entre Narbonne et Bayonne, 7 mars 1893 (présentation en ligne).
- Le serment de fidélité et ses anciennes formules, Bayonne, Lamaignère, 1895, 27 p. (BNF 31986297).
- Histoire du domaine de Baudonne, Bayonne, Lamaignère, 1896, 63 p. (présentation en ligne, lire en ligne).
- Notice biographique sur Pierre Hugues, Lamaignère, 1899, 47 p. (BNF 30293455).
- La naissance, le mariage et le décès, mœurs et coutumes, usages anciens, croyances et superstitions dans le Sud-Ouest de la France, Paris, Champion, 1902, 205 p. (ISBN 9782016133071 et 2016133074, BNF 34088363, lire en ligne).